# Delaware County (Indiana)
Delaware County ist ein County im US-Bundesstaat Indiana der Vereinigten Staaten. Der Sitz der Bezirksregierung ist Muncie.

## Geschichte
Delaware County entstand mit Wirkung vom 1. April 1827 und wurde nach den aus den Delaware stammenden Lenni Lenape benannt, die dorthin umgesiedelt worden waren.
43 Bauwerke und Stätten des Countys sind im National Register of Historic Places eingetragen (Stand 31. August 2017).

## Bevölkerung
Bei der Volkszählung im Jahr 2000 hatte das County 118.769 Einwohner und eine Bevölkerungsdichte von 117 Einwohnern pro Quadratkilometer.

## Geographie
Madison County hat eine Größe von 1025 Quadratkilometern, wovon 1018 Quadratkilometer Land und sieben Quadratkilometer mit Wasser bedeckt sind. Wasser bedeckt somit 0,66 Prozent der Oberfläche des Countys.
Das County wird vom Office of Management and Budget zu statistischen Zwecken als Muncie, IN Metropolitan Statistical Area geführt.
Die benachbarten Countys im Uhrzeigersinn von Norden startend sind: Blackford County, Jay County, Randolph County, Henry County, Madison County und Grant County

Alterspyramide des Delaware Countys (Stand: 2000)

## Orte im County
- Albany
- Andersonville
- Anthony
- Aultshire
- Bethel
- Cammack
- Chesterfield
- Cowan
- Creston
- Cross Roads
- Daleville
- Desoto
- Drew
- Eaton
- Gaston
- Gates Corner
- Granville
- Hyde Park
- Irvington
- Janney
- Liberty Corners
- Mayfield
- Medford
- Middletown Park
- Morningside
- Mount Pleasant
- Muncie
- New Burlington
- Oakville
- Progress
- Reed Station
- Shideler
- Smithfield
- Stockport
- West Muncie
- Wheeling
- Woodland Park
- Yorktown

Townships
- Center Township
- Delaware Township
- Hamilton Township
- Harrison Township
- Liberty Township
- Monroe Township
- Mount Pleasant Township
- Niles Township
- Perry Township
- Salem Township
- Union Township
- Washington Township